# Кузиха (Хохольський район)
Кузиха (рос. Кузиха) — селище у Хохольському районі Воронезької області Російської Федерації.
Населення становить 28 осіб (2010). Входить до складу муніципального утворення Хохольське міське поселення.

## Історія
Населений пункт розташований у межах суцільної української етнічної території, частини Східної Слобожанщини. До Перших визвольних змагань належав до Воронезької губернії.
Від 1935 року належить до Хохольського району.
Згідно із законом від 15 жовтня 2004 року входить до складу муніципального утворення Хохольське міське поселення.

## Населення
| 2010 |
| ---- |
| 28   |